# Plecodus multidentatus
Plecodus multidentatus – gatunek słodkowodnej ryby okoniokształtnej z rodziny pielęgnicowatych (Cichlidae), opisany naukowo przez Maxa Polla w 1952 roku.
Endemit jeziora Tanganika w Afryce Wschodniej. Szeroko rozprzestrzeniony w głębszych warstwach wody, zwłaszcza ponad 100 m od powierzchni wody.
Dorasta do 12 cm długości całkowitej. Żywi się łuskami innych ryb, głównie pielęgnic, wyrywanymi ofiarom z kawałkami skóry. Aparat gębowy P. multidentatus jest zaopatrzony w 2 rzędy zębów, po jednym na każdej ze szczęk. Ich łączna liczba wynosi około 180. Zęby są drobne, odkrzywione ku tyłowi, w kształcie zbliżonym do cyfry 7. Pień zęba jest wąski i wydłużony, a korona zakrzywiona pod kątem prostym.